# 普雷里鎮區 (阿肯色州洛諾克縣)
普雷里鎮區（英語：Prairie Township）是位於美國阿肯色州洛諾克縣的一個行政鎮區。

## 地方資料
普雷里鎮區的面積為30.42平方千米，當中陸地面積為29.74平方千米，而水域面積為0.68平方千米。根據2010年美國人口普查的數據，當地共有人口416人，而人口密度為每平方千米13.68人。